# Charaxes obscura
Charaxes obscura är en fjärilsart som beskrevs av Hans Rebel 1914. Charaxes obscura ingår i släktet Charaxes och familjen praktfjärilar. Inga underarter finns listade i Catalogue of Life.